# Rennrodel-Europameisterschaften 2002
Die 38. Rennrodel-Europameisterschaften wurden 2002 in Altenberg organisiert. Die von der Fédération Internationale de Luge de Course veranstalteten kontinentalen Titelkämpfe wurden 11. bis zum 13. Januar 2002 ausgetragen. Es gab Wettbewerbe in den Einsitzern für Männer und Frauen, in Doppelsitzern für Männer sowie mit der Staffel. Abgesehen vom letzten Wettbewerb wurden alle Wettbewerbe in zwei Läufen entschieden.
Erfolgreichste Mannschaft wurde das deutsche Team, das drei Goldmedaillen, im Einsitzer der Frauen, im Doppelsitzer der Männer und im Team, gewinnen konnte.

## Frauen
Am Start waren zu Beginn des zweiten Wettkampftages insgesamt 27 Sportlerinnen, von denen 26 noch zum zweiten Lauf antraten.
Favoritinnen waren die gesetzte Titelverteidigerin und amtierende Weltmeisterin Sylke Otto sowie ihre Teamkolleginnen Silke Kraushaar, die im Weltcup führte, und Barbara Niedernhuber, die in dieser Zeit die Rennrodelwettbewerbe in schon fast beängstigender Form dominierten. Hinzu kam die erstmals für den Weltcup nominierte Anke Wischnewski und mit Gabi Bender sogar noch eine fünfte deutsche Starterin.
Im ersten Lauf setzte Sylke Otto mit neuem Bahnrekord ein Achtungszeichen und verwies die innerdeutsche Konkurrenz mit bereits gehörigem Abstand auf die nächsten Plätze. Die deutsche Leistungsstärke zeigte sich darin, dass zur Halbzeit alle fünf Starterinnen die ersten fünf Plätze belegten. Im zweiten Lauf konnte Sylke Otto ihren Vorsprung vor Silke Kraushaar noch ausbauen, Barbara Niedernhuber konnte sich die Bronzemedaille sichern. Einen guten vierten Platz belegte Anke Wischnewski bei ihrer ersten Europameisterschaft, während Gabi Bender durch die nur neuntbeste Zeit in Durchgang zwei noch auf Rang acht zurückfiel.

Datum: 12. Januar 2002
| Platz | Sportler             | Land          | 1. Lauf  | 2. Lauf  | Zeit             |
| ----- | -------------------- | ------------- | -------- | -------- | ---------------- |
| 1     | Sylke Otto           | Deutschland   | 53.312   | 53.559   | 1:46.871         |
| 2     | Silke Kraushaar      | Deutschland   | 53.833   | 53.797   | 1:47.630 +0.759  |
| 3     | Barbara Niedernhuber | Deutschland   | 53.837   | 53.925   | 1:47.762 +0.891  |
| 4     | Anke Wischnewski     | Deutschland   | 54.027   | 53.940   | 1:47.967 +1.096  |
| 5     | Lilia Ludan          | Ukraine       | 54.158   | 54.251   | 1:48.409 +1.538  |
| 6     | Angelika Neuner      | Österreich    | 54.128   | 54.343   | 1:48.471 +1.600  |
| 7     | Sonja Manzenreiter   | Österreich    | 54.347   | 54.149   | 1:48.496 +1.625  |
| 8     | Gabi Bender          | Deutschland   | 54.287   | 54.370   | 1:48.657 +1.786  |
| 9     | Iluta Gaile          | Lettland      | 54.352   | 54.367   | 1:48.719 +1.848  |
| 10    | Veronika Halder      | Österreich    | 54.501   | 54.372   | 1:48.873 +2.002  |
| 11    | Natalie Obkircher    | Italien       | 54.831   | 54.479   | 1:49.310 +2.439  |
| 12    | Anna Orlova          | Lettland      | 54.596   | 54.756   | 1:49.352 +2.481  |
| 13    | Oryslawa Tschuchlib  | Ukraine       | 54.682   | 54.812   | 1:49.494 +2.623  |
| 14    | Nadja Unterholzner   | Italien       | 54.809   | 54.706   | 1:49.515 +2.644  |
| 15    | Waltraud Schiefer    | Italien       | 54.728   | 55.188   | 1:49.916 +3.045  |
| 16    | Anastasija Skulkina  | Russland      | 55.046   | 55.157   | 1:50.203 +3.332  |
| 17    | Melanie Ougier       | Frankreich    | 55.108   | 55.226   | 1:50.334 +3.463  |
| 18    | Marketa Jeriova      | Tschechien    | 54.817   | 55.669   | 1:50.486 +3.615  |
| 19    | Sandra Jäger         | Liechtenstein | 55.240   | 55.421   | 1:50.661 +3.790  |
| 20    | Barbara Pilih        | Slowenien     | 55.543   | 55.626   | 1:51.169 +4.298  |
| 21    | Margarita Klimenko   | Russland      | 56.700   | 56.106   | 1:52.806 +5.935  |
| 22    | Veronika Sabolová    | Slowakei      | 1:00.108 | 55.398   | 1:55.506 +8.635  |
| 23    | Raluca Strămăturaru  | Rumänien      | 58.873   | 59.230   | 1:58.103 +11.232 |
| 24    | Anahita Panjwani     | Norwegen      | 55.728   | 1:39.428 | 2:35.156 +48.285 |
| −     | Simone Eder          | Österreich    | 57.229   | DNS      | DNS              |
| −     | Aiva Aparjode        | Lettland      | 55.070   | DNF      | DNF              |
| −     | Anastasia Antonova   | Russland      | DNF      | DNF      | DNF              |

## Doppelsitzer Männer
Bei dem vorletzten EM-Wettbewerb gingen 22 Doppelsitzer an den Start, von denen 21 den zweiten Lauf erreichten.
Als Favoriten für den Titel galten die Titelverteidiger Patric Leitner und Alexander Resch sowie das deutsche Duo Skel/Wöller, welches die letzten beiden Weltcup-Rennen vor der EM gewonnen hatte. Hinzu kamen aus Österreich die Gebrüder Schiegl sowie aus Italien die starken Doppel Brugger/Huber und Oberstolz/Gruber.
Nach dem ersten Lauf gingen Leitner/Resch nicht unerwartet in Führung, allerdings folgten ihnen die Schiegl-Brüder mit nur 35 Hundertstel Abstand. Die eigentliche Überraschung war aber das italienische Duo Plankensteiner/Haselrieder, welches mit nur 3 Hundertstel Rückstand auf Silber den dritten Platz belegte. Mit der nur achtbesten Zeit hatten hingegen Skel/Wöller zur Halbzeit kaum noch Chancen auf eine Medaille.
Im zweiten Lauf kam es fast noch zu einer weiteren Überraschung. Durch einsetzenden Schneefall in der Sicht behindert stürzten Leitner/Resch im Zielauslauf, retteten sich aber ins Ziel. Am Ende lag das Berchtesgadener Duo winzige acht Tausendstel vor den Schiegl-Brüdern, die im zweiten Durchgang Laufbestzeit fuhren. Plankensteiner/Haselrieder konnten mit der erneut drittbesten Zeit ihre Bronzemedaille sichern, während Skel/Wöller sich noch auf den vierten Rang vorschieben konnten, eine Medaille letztlich aber deutlich verpassten.

Datum: 12. Januar 2002
| Platz | Sportler                                  | Land        | 1. Lauf | 2. Lauf | Zeit            |
| ----- | ----------------------------------------- | ----------- | ------- | ------- | --------------- |
| 1     | Patric Leitner Alexander Resch            | Deutschland | 42.542  | 42.796  | 1:25.338        |
| 2     | Markus Schiegl Tobias Schiegl             | Österreich  | 42.577  | 42.769  | 1:25.346 +0.008 |
| 3     | Gerhard Plankensteiner Oswald Haselrieder | Italien     | 42.607  | 42.837  | 1:25.444 +0.106 |
| 4     | Steffen Skel Steffen Wöller               | Deutschland | 42.719  | 42.880  | 1:25.599 +0.261 |
| 5     | Christian Oberstolz Patrick Gruber        | Italien     | 42.715  | 42.911  | 1:25.626 +0.288 |
| 6     | Andreas Linger Wolfgang Linger            | Österreich  | 42.642  | 43.031  | 1:25.673 +0.335 |
| 7     | André Florschütz Torsten Wustlich         | Deutschland | 42.681  | 43.021  | 1:25.702 +0.364 |
| 8     | Kurt Brugger Wilfried Huber               | Italien     | 42.674  | 43.035  | 1:25.709 +0.371 |
| 9     | Walter Marx Ľubomír Mick                  | Slowakei    | 42.759  | 43.109  | 1:25.868 +0.530 |
| 10    | Sebastian Schmidt André Forker            | Deutschland | 43.065  | 42.919  | 1:25.984 +0.646 |
| 11    | Ivars Deinis Sandris Bērziņš              | Lettland    | 43.017  | 42.986  | 1:26.003 +0.665 |
| 12    | Danil Tschaban Tvgeniy Zikov              | Russland    | 43.054  | 43.359  | 1:26.413 +1.075 |
| 13    | Anders Söderberg Bengt Walden             | Schweden    | 43.377  | 43.159  | 1:26.536 +1.198 |
| 14    | Michail Kusmitsch Juri Wesselow           | Russland    | 43.169  | 43.405  | 1:26.574 +1.236 |
| 15    | Ihor Urbanskyj Andrij Muchin              | Ukraine     | 43.254  | 43.557  | 1:26.811 +1.473 |
| 16    | Oleh Awdjejew Danylo Pantschenko          | Ukraine     | 43.383  | 43.505  | 1:26.888 +1.550 |
| 17    | Roberts Suharevs Dairis Leksis            | Lettland    | 43.595  | 43.556  | 1:27.151 +1.813 |
| 18    | Sergei Dobrinin Sergei Tschudinow         | Russland    | 43.597  | 43.699  | 1:27.296 +1.958 |
| 19    | Raimonds Irists Zigmars Berkolds          | Lettland    | 43.877  | 44.020  | 1:27.897 +2.559 |
| 20    | Ion Cristian Stanciu Robert Taleanu       | Rumänien    | 43.991  | 44.018  | 1:28.009 +2.671 |
| 21    | Pavel Krkoška Robert Hověžák              | Tschechien  | 44.151  | 44.241  | 1:28.392 +3.054 |
| −     | Eugen Radu Marian Tican                   | Rumänien    | DNF     | DNF     | DNF             |

## Männer
Von den 32 gemeldeten Athleten gingen letztlich 31 im letzten Wettbewerb bei der EM an den Start. 2 Rodler nahmen am zweiten Lauf nicht mehr teil. Ein Kuriosum war dabei der Inder Shiva Keshavan, der in Vorbereitung zu den Olympischen Winterspielen 2002 vom italienischen Verband unterstützt wurde und auch in Italien trainierte. Mit einer Gaststartgenehmigung nahm der Exot an der EM teil und wurde 23.
Nach dem Rücktritt des Titelverteidigers Jens Müller vor der Saison 2001/2002 lag der Focus vor allem auf den Großen Drei: Georg Hackl (GER), Markus Prock (AUT) und Armin Zöggeler (ITA). Alle drei hatten in der laufenden Saison schon Weltcup-Rennen gewonnen und betrachteten die EM als Generalprobe für die Olympischen Spiele. Hinzu kam ein vom deutschen Bundestrainer Thomas Schwab ausgerufener Konkurrenzkampf um das letzte Olympiaticket zwischen Denis Geppert und David Möller. Der Thüringer Möller konnte in seiner ersten Weltcup-Saison mit guten Platzierungen aufwarten, während Geppert dort nicht überzeugte. Allerdings hatte der Sachse im Teamwettbewerb schon Silber gewonnen.
Diese gute Form konnte Geppert auch im ersten Lauf unter Beweis stellen. Mit der zweitbesten Zeit und nur knapp acht Hundertsteln Rückstand auf Altmeister Markus Prock und noch vor Hackl und Zöggeler unterstrich der Sachse seine Olympiaambitionen. David Möller fuhr hingegen nur die siebtbeste Zeit, hatte aber zumindest noch Chancen auf EM-Bronze. Im zweiten Lauf sicherte sich Markus Prock mit erneuter Laufbestzeit seinen dritten Europameistertitel, die eigentliche Überraschung war aber Geppert, der mit nur etwas über einer Zehntel Rückstand auf Prock Silber gewann. Armin Zöggeler nahm seinem Dauerrivalen Georg Hackl noch entscheidende Hundertstel im zweiten Lauf ab und konnte so noch die Bronzemedaille gewinnen. Hinter Hackl platzierten sich mit Karsten Albert und David Möller die weiteren deutschen Starter.
Datum: 13. Januar 2002
| Platz | Sportler           | Land                    | 1. Lauf  | 2. Lauf  | Zeit             |
| ----- | ------------------ | ----------------------- | -------- | -------- | ---------------- |
| 1     | Markus Prock       | Österreich              | 54.610   | 55.000   | 1:49.610         |
| 2     | Denis Geppert      | Deutschland             | 54.677   | 55.043   | 1:49.720 +0.110  |
| 3     | Armin Zöggeler     | Italien                 | 54.834   | 55.057   | 1:49.891 +0.281  |
| 4     | Georg Hackl        | Deutschland             | 54.788   | 55.144   | 1:49.932 +0.322  |
| 5     | Karsten Albert     | Deutschland             | 54.849   | 55.159   | 1:50.008 +0.398  |
| 6     | David Möller       | Deutschland             | 54.929   | 55.240   | 1:50.169 +0.559  |
| 7     | Rainer Margreiter  | Österreich              | 54.899   | 55.342   | 1:50.241 +0.631  |
| 8     | Wilfried Huber     | Italien                 | 54.993   | 55.325   | 1:50.318 +0.708  |
| 9     | Jaroslav Slavik    | Slowakei                | 55.093   | 55.359   | 1:50.452 +0.842  |
| 10    | Markus Kleinheinz  | Österreich              | 55.215   | 55.436   | 1:50.651 +1.041  |
| 11    | Reinhold Rainer    | Italien                 | 55.203   | 55.504   | 1:50.707 +1.097  |
| 12    | Albert Demtschenko | Russland                | 55.140   | 55.588   | 1:50.728 +1.118  |
| 13    | Stefan Höhener     | Schweiz                 | 55.412   | 55.492   | 1:50.904 +1.294  |
| 14    | Martin Abentung    | Österreich              | 55.380   | 55.589   | 1:50.969 +1.359  |
| 15    | Mārtiņš Rubenis    | Lettland                | 55.545   | 55.572   | 1:51.117 +1.507  |
| 16    | Viktor Kneib       | Russland                | 55.439   | 55.584   | 1:51.223 +1.613  |
| 17    | Guntis Rēķis       | Lettland                | 55.646   | 56.008   | 1:51.654 +2.044  |
| 18    | Alexej Gorlatschow | Russland                | 55.709   | 56.005   | 1:51.714 +2.104  |
| 19    | Julien Decharne    | Frankreich              | 55.838   | 55.978   | 1:51.816 +2.206  |
| 20    | Kirill Serikow     | Russland                | 55.962   | 56.320   | 1:52.282 +2.672  |
| 21    | Jozef Ninis        | Slowakei                | 56.489   | 56.630   | 1:53.119 +3.509  |
| 22    | Andrew Croucher    | Vereinigtes Königreich  | 57.042   | 57.133   | 1:54.175 +4.565  |
| 23    | Shiva Keshavan     | Indien                  | 56.919   | 57.382   | 1:54.301 +4.691  |
| 24    | Eugen Radu         | Rumänien                | 57.555   | 57.401   | 1:54.956 +5.346  |
| 25    | Ihor Urbanskyj     | Ukraine                 | 57.751   | 57.737   | 1:55.488 +5.878  |
| 26    | Primoz Fakin       | Slowenien               | 59.066   | 57.990   | 1:57.056 +7.446  |
| 27    | Adnan Piliak       | Bosnien und Herzegowina | 58.905   | 58.908   | 1:57.813 +8.203  |
| 28    | Michal Dreser      | Tschechien              | 57.865   | 1:00.685 | 1:58.550 +8.940  |
| 29    | Christian Stanciu  | Rumänien                | 59.421   | 1:00.879 | 2:00.300 +10.690 |
| −     | Reto Gilly         | Schweiz                 | 1:12.257 | DNS      | DNS              |
| −     | Nauris Skraustins  | Lettland                | DNF      | DNF      | DNF              |
| −     | Alen Hodovic       | Bosnien und Herzegowina | DNS      | DNS      | DNS              |

## Teamrennen
Der Wettbewerb wurde in Einzelrennen ausgetragen, deren einzelne Ergebnisse dann erstmal zu einem Mannschaftsergebnis addiert wurden. Das bis dahin übliche Umrechnen in Punkte entfiel. Zuerst gingen die Frauen ins Rennen, anschließend die Männer-Einsitzer und als letztes die Doppelsitzer.
Angesichts einer eher schwachen Besetzung dieses Wettbewerbs durften pro Nation mehrere Teams nominiert werden.
Den ersten EM-Wettbewerb entschied die nominell als Team Deutschland II benannte Mannschaft äußerst knapp vor Team Deutschland I. Allerdings waren in der nominell zweiten Garnitur mit Silke Kraushaar und Georg Hackl die Athleten mit den besten Weltcupergebnissen nominiert, nur Skel/Wöller lagen im laufenden Weltcup hinter Leitner/Resch. Hinter den beiden deutschen Staffeln, die in einer eigenen Liga fuhren, gewann Team Österreich I die Bronzemedaille.
Datum: 11. Januar 2002
| Platz | Land           | Sportler                                                 | Laufzeiten | Zeit            |
| ----- | -------------- | -------------------------------------------------------- | ---------- | --------------- |
| 1     | Deutschland II | Silke Kraushaar Georg Hackl Skel/Wöller                  |            | 2:31,683        |
| 2     | Deutschland I  | Sylke Otto Denis Geppert Leitner/Resch                   |            | 2:31.738 +0.055 |
| 3     | Österreich I   | Angelika Neuner Markus Prock Schiegl/Schiegl             |            | 2:32.306 +0.623 |
| 4     | Österreich II  | Simone Eder Rainer Margreiter Linger /Linger             |            | 2:32.658 +0.975 |
| 5     | Russland II    | Anastasia Antonova Albert Demtschenko Kusmitsch/Wesselow |            | 2:33.666 +1.983 |
| 6     | Italien II     | Nadja Unterholzner Wilfried Huber Oberstolz/Gruber       |            | 2:34.335 +2.652 |

## Medaillenspiegel
| Platz | Land        | Gold | Silber | Bronze | Gesamt |
| ----- | ----------- | ---- | ------ | ------ | ------ |
| 1     | Deutschland | 3    | 3      | 1      | 7      |
| 2     | Österreich  | 1    | 1      | 1      | 3      |
| 3     | Italien     | 0    | 0      | 2      | 2      |